# Scoliopteryx salictaria
Scoliopteryx salictaria là một loài bướm đêm trong họ Erebidae.